# Lê Quang Liêm

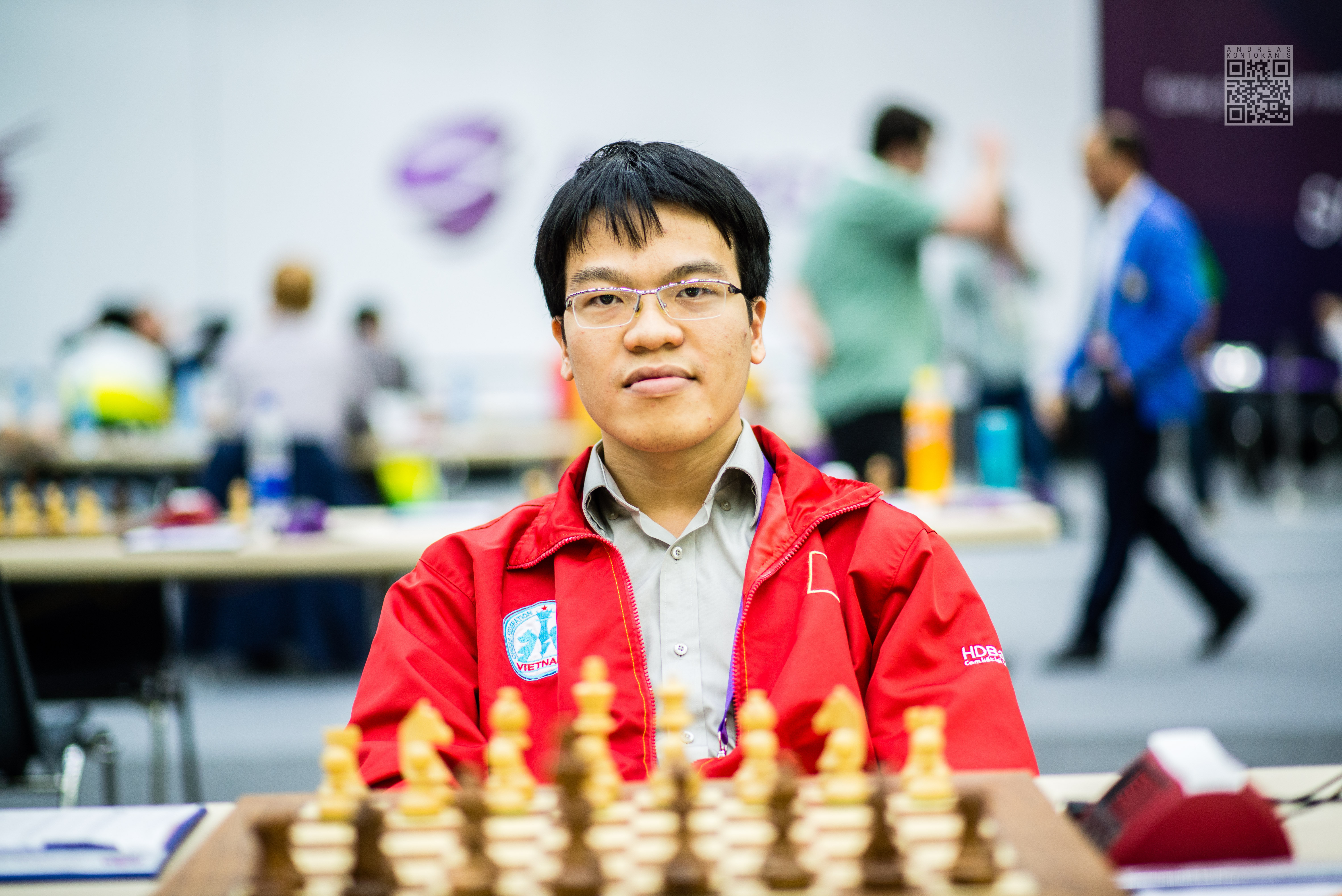
Lê Quang Liêm in 2016

Lê Quang Liêm (Ho Chi Minhstad, 13 maart 1991) is een Vietnamese schaker. Hij is sinds 2006 een grootmeester (GM). Liêm was schaakkampioen van Azië en in 2013 wereldkampioen blitzschaak. 
Met het team van Vietnam neemt hij sinds 2006 deel aan Schaakolympiades. Zijn beste resultaat was in 2012, hij behaalde toen 8 pt. uit 10 aan het eerste bord en het team eindigde op de 7e plaats, de hoogste plaats die Vietnam ooit op de Olympiade bereikte.

## Schaakcarrière

### Beginjaren
Lê Quang Liêm won in 2003 het Aziatisch schaakkampioenschap voor jeugd, in de categorie tot 12 jaar. Het kampioenschap vond plaats in Kozhikode, India. Vanwege dit resultaat kreeg hij de titel FIDE Meester (FM). Op hetzelfde toernooi in 2004, nu gehouden in Singapore, won Lê Quang Liêm in de categorie tot 14 jaar. Op het Aziatisch kampioenschap voor jeugd tot 16 jaar, dat in 2004 werd gehouden in Teheran, Iran, werd hij gedeeld eerste met Subramanian Arun Prasad; vanwege de tiebreak-score was hij tweede. In juli 2005 won Quang Liêm in de categorie tot 14 jaar het Wereldkampioenschap schaken voor jeugd in Belfort, Frankrijk.

### 2008-2010
In september 2008 won Lê Quang Liêm met 7 pt. uit 9 het 1e Dragon Capital Vietnam open toernooi.
In september 2009 won hij het 4e Calcutta open toernooi, voor 13 spelers met een hogere rating dan hij.
In december 2009 werd hij met Vietnamese team tweede op het Tata Steel Aziatisch kampioenschap voor teams, dat werd gewonnen door het organiserende land India; zijn persoonlijke score was +4 =1 –1.
In februari 2010 nam Lê Quang Liêm deel aan het Moskou Open toernooi. Met 5 overwinningen en 4 remises werd hij gedeeld 1e-4e met Konstantin Chernyshov, Jevgeni Barejev en Ernesto Inarkijev. Direct na deelname aan het Moskou Open won Lê Quang Liêm het 9e Aeroflot Open met 7 pt. uit 9 (5 overwinningen, 4 remises), waarmee hij recht kreeg op een invitatie voor het "Dortmund Sparkassen" toernooi.
In juli 2010 nam hij deel aan het invitatie-toernooi in Dortmund, waaraan o.a. ook deelnamen voormalig wereldkampioen Vladimir Kramnik, nummer 6 op de wereldranglijst Shakhriyar Mamedyarov, voormalig FIDE-wereldkampioen Roeslan Ponomarjov, voormalig deelnemer (2004) aan de tweekamp om het wereldkampioenschap Peter Leko, en voormalig winnaar van "Dortmund" Arkady Naiditsch. In de openingsronde wist hij met zwart remise te houden tegen Kramnik, en in ronde 4 versloeg hij de latere winnaar Ponomarjov; in ronde 5 won hij van Leko, en als laatste behaalde hij vijf remises op rij waardoor hij ongedeeld tweede werd met 5½ pt. uit 10 (+2 =7 –1) en performance rating 2776.
Van 28 augustus tot 3 september 2010 nam hij deel aan het 1e Campomanes Memorial toernooi, op de Philippijnen. Hij eindigde met 7 pt. uit 9 (5 overwinningen en 4 remises) op een gedeelde eerste plaats met Zhao Jun uit China, die won vanwege de tiebreak-score.
Van 20 september tot 4 oktober 2010 nam Quang Liêm met het Vietnamese nationale team deel aan het 39e WK landenteams, dat werd gehouden in Khanty-Mansiysk, Rusland. Spelend aan het eerste bord, scoorde hij +2 =7 –2.

### 2011-2013
In februari 2011 nam hij opnieuw deel aan het Aeroflot Open toernooi en verdedigde met succes zijn titel. Met zijn score 6½ pt. uit 9 eindigde hij gedeeld eerste met Nikita Vitiugov en Jevgeni Tomasjevski. Hij was toen de eerste speler die twee keer het Aeroflot Open had gewonnen, in 2015 werd dit geëvenaard door Jan Nepomnjasjtsji. Met het winnen van Aeroflot Open kwalificeerde hij zich voor een invitation deel te nemen aan het toernooi in Dortmund, met als deelnemers onder andere Vladimir Kramnik, Hikaru Nakamura en Roeslan Ponomarjov. 
In mei 2011 ontving hij een invitatie voor deelname aan de elite-groep in het Capablanca Memorial toernooi, FIDE-categorie 19, met als deelnemers onder andere regerend wereldkampioen Vasyl Ivantsjoek, de nummer 1 van Latijns-Amerika Leinier Domínguez, de nummer 1 van Tsjechië David Navara, Lázaro Bruzón uit Cuba en Dmitry Andreikin uit Rusland. Na in de laatste ronde te hebben verloren van Ivantsjoek, was zijn score 6½ pt. uit 10, een gedeelde eerste plaats maar vanwege de tiebreak-score tweede achter Ivantsjoek.
In oktober 2012 nam hij deel aan de SPICE Cup (SPICE, Susan Polgar Institute for Chess Excellence), wat in de geschiedenis van de VS het internationale invitatie-round-robintoernooi met de hoogste rating was, FIDE-categorie 18, en waaraan ook werd deelgenomen door Maxime Vachier-Lagrave, Ding Liren, Wesley So, Georg Meier, en Csaba Balogh. Hij verloor geen enkele partij en eindigde gedeeld tweede met Ding Liren, een half punt achter de winnaar Vachier-Lagrave. Ne het toernooi kreeg hij een 4-jarige opleiding aangeboden aan de Webster University, die startte in augustus 2013.
In maart 2013 nam hij deel aan het HD Bank Cup Open toernooi, het internationale open toernooi met in Vietnam de hoogste rating. Hij won het toernooi met 7½ pt. uit 9 (6 overwinningen en 3 remises).
In mei 2013 nam hij deel aan het kampioenschap Aziatisch continent, dat werd gehouden in de Philipijnen. Hij eindigde met 6½ pt. uit 9 op een 4e plaats. Quang Liêm won het blitzkampioenschap met 8½ pt. uit 9. In juni 2013 was hij deelnemer aan het Wereldkampioenschap rapidschaak, in Chanty-Mansiejsk, Rusland. Met 10 pt. uit 15 werd hij 4e, achter Shakhriyar Mamedyarov (11½ pt. uit 15), Jan Nepomnjasjtsji (11 pt. uit 15) en Aleksandr Grisjtsjoek (10½ pt. uit 15). Daarna nam hij deel aan het Wereldkampioenschap blitzschaak, dat hij als eerste Vietnamese schaker won, met 20½ pt. uit 30. 

### 2014-2017
In juni 2014 was Quang Liêm deelnemer aan de wereldkampioenschappen blitz en rapid 2014 in Dubai, Ver. Arab. Emiraten, als titelverdediger blitz. Bij blitzschaak werd Quang Liêm vierde (+12 =4 –5), achter de nieuwe kampioen Magnus Carlsen, Jan Nepomnjasjtsji en Hikaru Nakamura. Bij rapidschaak werd Quang Liêm 19e (+7 =4 –4).
In augustus 2014 nam het Vietnamese met daarin onder andere Quang Liêm en Nguyen Ngoc Truong Son deel aan de 41e Schaakolympiade in Tromsø, Noorwegen. Quang Liêm scoorde 5½ pt. uit 10 (+3 =5 –2) aan het eerste bord.
Quang Liêm studeerde in mei 2017 summa cum laude af aan de Webster University in St. Louis, Missouri, VS. Hij behaalde een Bachelor of Science in Financiën en een Bachelor of Arts in Management. Als student aan de Webster University speelde Quang Liêm aan bord 1 van het team dat meedeed aan de nationale kampioenschappen. Alle vier jaren van zijn studie, 2014 t/m 2017, won hij met het team de "President's Cup".

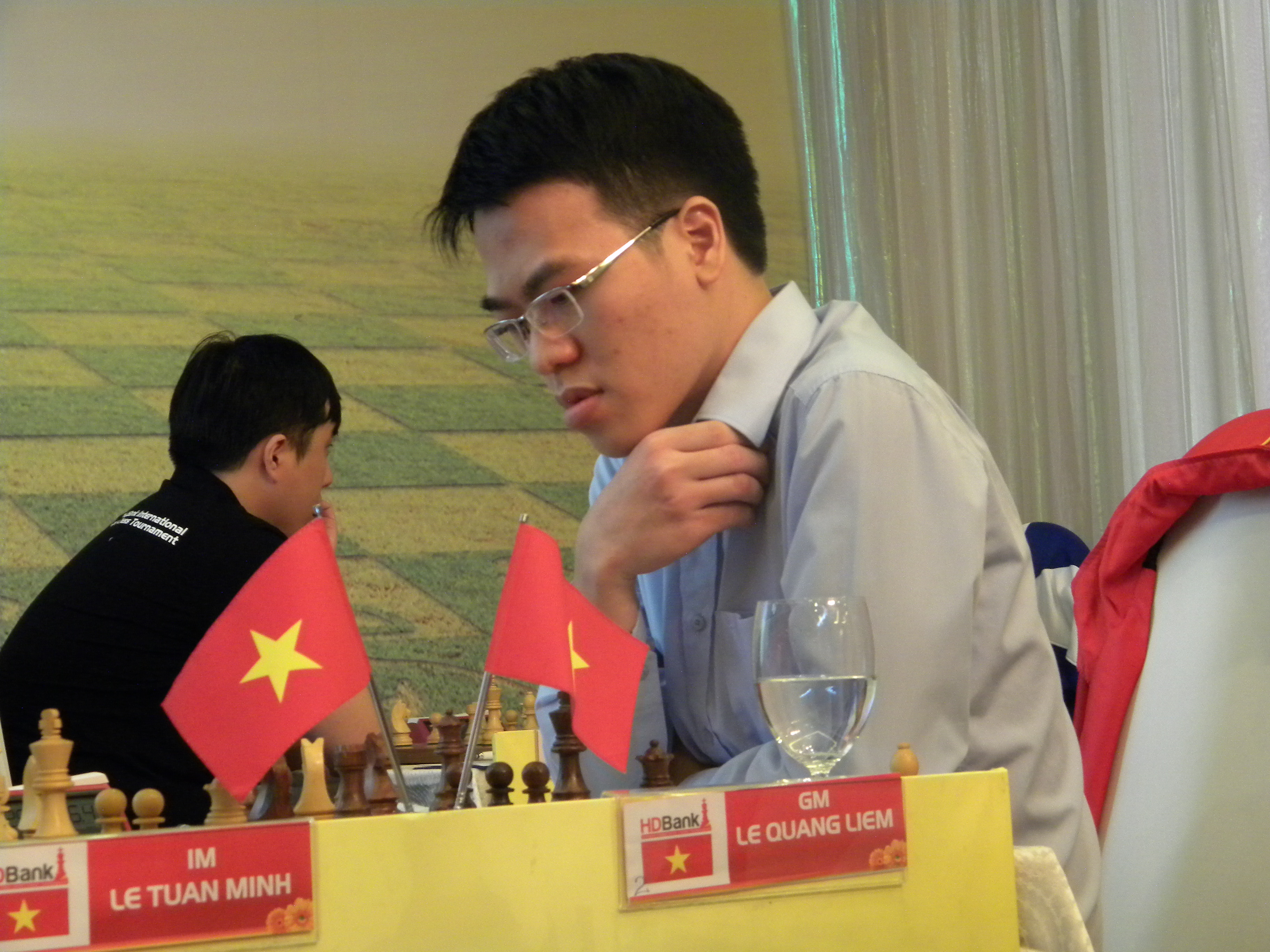
Lê Quang Liêm in 2017

In maart 2017 won Quang Liêm het 7e HD Bank toernooi in Ho Chi Minhstad, met 7 pt. uit 9 (+5 =4 –0).
Begin juli 2017 nam Quang Liêm als eerstgeplaatste deel aan het Wereld Open en eindigde op de tweede plaats (achter Tigran L. Petrosjan) met 7 pt. uit 9.
Een week later, van 8 tot 18 juli, nam Quang Liêm deel aan het Supergrootmeester-toernooi in Danzhou, China. Met zijn score 5½ pt. uit 9 (+2 =7 –0) werd hij gedeeld tweede met evenveel punten als as Ding Liren, maar met een slechtere tiebreak-score; de winnaar was Wei Yi.
In augustus 2017 nam Quang Liêm op basis van invitatie deel aan het Saint Louis rapid- blitz-toernooi dat onderdeel was van de "Grand Chess Tour". Deelnemers waren top-grootmeesters, waaronder Garri Kasparov. Quang Liêm werd vijfde, gedeeld met Fabiano Caruana en Leinier Dominguez. In het toernooi won Quang Liêm zijn partijen tegen Caruana, Aronian, Nakamura en Kasparov.
In augustus 2017 was zijn Elo-rating 2739. 
Begin september 2017 nam hij deel aan de FIDE Wereldbeker schaken in Tbilisi, Georgië. Hij won in de eerste ronde van Vitali Koenin uit Duitsland, en werd in de tweede ronde uitgeschakeld door Vidit Gujrathi uit India. 
Eind september 2017 nam Quang Liêm deel aan de 5e Aziatische Spelen voor binnensporten en vechtsporten in Ashgabat, Turkmenistan. In het klassieke schaken won hij de gouden medaille met 5½ pt. uit 7. Vervolgens won hij ook, samen met Nguyen Ngoc Truong Son, de categorieën rapid en blitz voor teams.

### 2018-2021
In 2018, in het tweede Danzhou super-grootmeestertoernooi waarbij all 8 deelnemers een Elo-rating hoger dan 2700 hadden, eindigde Quang Liêm als tweede met 4 pt. uit 7 (+2 =4 –1). Zijn enige verliespartij was tegen Bu Xiangzhi. Quang Liêm won in de laatste twee rondes van Vidit Gujrathi en Samuel Shankland. 
In juni 2019 won Quang Liêm de Schaakkampioenschappen Aziatisch Continent in Xingtai, China, als eerste Vietnamese speler die dit toernooi ooit won. Kort daarna won hij ook het Summer Classic A-toernooi in St. Louis, VS en het World Open (na een playoff tegen Jeffery Xiong) in Philadelphia, VS.
In 2021 nam Quang Liêm deel aan de Meltwater Champions Chess Tour 2021, en werd met 30 punten nummer 10 binnen een totaal van 41 deelnemers, waardoor hij net niet kon deelnemen aan de finale-wedstrijden. Binnen de tour was zijn succesvolste toernooi de Chessable Masters, waarin hij won van Alireza Firouzja en van Levon Aronian, maar in de finale verloor van Wesley So.
Eveneens in 2021 werd hij schaakcoach van Webster University, waar hij zelf gestudeerd had. Als schaakcoach was hij de opvolger van Susan Polgar. 

### 2022-2023
In februari 2022 nam Quang Liêm deel aan de Airthings Masters, onderdeel van de Champions Chess Tour, waar hij zich plaatste voor de kwartfinale, waarin hij verloor van de latere toernooiiwinnaar Magnus Carlsen.
In maart 2022 nam hij deel in de tweede ronde van de Champions Chess Tour, Charity Cup. Hij was de bovenste gekwalificeerde (+9 =5 –1). In de kwartfinale versloeg hij David Navara, in de halve finale werd hij uitgeschakeld door Jan-Krzysztof Duda.  
In april 2022 won hij van Magnus Carlsen in de Oslo Esports Cup. Liêm had kans het toernooi te winnen, maar zou daarvoor moeten winnen van Jorden van Foreest, wat niet lukte. Le Quang Liem eindigde als tweede met 13 punten. De top drie van de einduitslag was: Jan-Krzysztof Duda (14 pt.), Le Quang Liem (13 pt.) en Magnus Carlsen (12 pt.), Rameshbabu Praggnanandhaa (12 pt.).
In juli 2022 won Liêm het Schaakfestival van Biel met 35.5 punten.
In augustus 2022 nam Liêm deel aan de "FTX Crypto Cup" en eindigde als vierde, achter Magnus Carlsen, Rameshbabu Praggnanandhaa en Alireza Firouzja.
In september 2022 was hij nummer 20 op de FIDE-wereldranglijst.  

## Toernooiresultaten
- 2005: winnaar WK jeugd in de categorie tot 14 jaar, in Belfort, 9 pt. uit 11
- 2008: winnaar Dragon Capital VietNam Chess Open, 8 pt. uit 9
- 2009: winnaar Calcutta Open,   8 pt. uit 10
- 2010: winnaar Aeroflot Open,  7 pt. uit 9
- 2010: 2e bij Dortmund Sparkassen Chess Meeting, 5.5 pt. uit 10
- 2010: 2e bij Campomanes Memorial, 7 pt. uit 9
- 2010: 3e bij Moskou Open, 7 pt. uit 9
- 2011: 4e bij HD BANK Cup, 6.5 pt. uit 9
- 2011: 4e bij Tata Steel toernooi (B-groep),  7.5 pt. uit 13
- 2011: winnaar Aeroflot Open, 6.5 pt. uit 9
- 2011: 2e bij Capablanca, 6.5 pt. uit 10
- 2011: 2e bij Dortmund Sparkassen Chess Meeting, 5.5 10
- 2011: winnaar SPICE (Susan Polgar Institute for Chess Excellence) Cup, 17 pt. uit 10 (voetbal-puntentelling)
- 2012: 2e bij HD BANK Cup, 7.5 pt. uit 9
- 2012: 7e bij FIDE Wereldkampioenschap Blitz, 16.5 pt. uit 30
- 2012: 2e bij SPICE Cup, 5.5 pt. uit 10
- 2012: 5e bij Schaakolympiade in Istanboel, 8 pt. uit 11
- 2013: winnaar HD BANK Cup, 7.5 pt. uit 9
- 2013: 4e bij schaakkampioenschap Aziatisch continent, 6.5 pt. uit 9
- 2013: winnaar blitzkampioenschap Aziatisch continent, 8.5 pt. uit 9
- 2013: 4e bij FIDE Wereldkampioenschap rapidschaak, 10 pt. uit 15
- 2013: winnaar FIDE Wereldkampioenschap blitz,  20.5 pt. uit 30
- 2013: 3e bij SPICE Cup, 6 pt. uit 9
- 2014: 3e bij HD BANK Cup, 7 pt. uit 9
- 2014: 4e bij FIDE Wereldkampioenschap blitz, 14 pt. uit 21
- 2015: winnaar HD BANK Cup, 7.5 pt. uit 9
- 2015: winnaar President's Cup (Armageddon), 10 pt. uit 24
- 2015: 2e bij Millionaire Chess Open,  6 pt. uit 7
- 2015: winnaar SPICE Cup,  7 pt. uit 9
- 2016: winnaar College Final Four,  3 pt. uit 3
- 2016: winnaar Asian Nations Cup (blitz),  4.5 pt. uit 5
- 2016: 2e bij schaakkampioenschap Aziatisch continent,  6.5 pt. uit 9
- 2016: 2e bij blitzkampioenschap Aziatisch continent,  7 pt. uit 9
- 2017: winnaar HD BANK Cup,  7 pt. uit 9
- 2017: 2e bij Danzhou Super Chess grootmeestertoernooi, 5.5 pt. uit 9
- 2017: gedeeld 5e van 10 deelnemers bij de St. Louis Grand Chess Tour (rapid and blitz)
- 2017: winnaar AIMAG (Asian Indoor and Martial Art Games) in Ashgabat, Turkmenistan, 5.5 pt. uit 7 en met het team winnaar in de categorieën rapid en blitz

## Externe koppelingen
- (en)   Informatie over schaakpartijen van Lê Quang Liêm op ChessGames.com
- (en)   Informatie over schaakpartijen van Lê Quang Liêm op 365chess.com
- (en)  FIDE-ratinggegevens voor Lê Quang Liêm